# Liu Xuan
Dit is een Chinese naam; de familienaam is Liu.
Liu Xuan (Changsha, 12 maart 1979) is een voormalig turnster uit China. Tegenwoordig is ze zangeres, actrice en televisiepresentatrice. Ze vertegenwoordigde haar vaderland op de Olympische Zomerspelen 1996 in Atlanta en op de Olympische Zomerspelen 2000 in Sydney. Bij deze laatste spelen werd ze de eerste turnster die voor China een Olympische medaille behaalde op de individuele meerkamp. Hier won ze ook een bronzen medaille voor de team meerkamp. Echter deze medaille is weer ingenomen toen in 2010 bleek dat teamgenoot Dong Fangxiao destijds niet oud genoeg was om te mogen deelnemen, hierdoor werd het Chinese team op dit onderdeel gediskwalificeerd en werd hun medaille aan de Verenigde Staten gegeven. In 2012 gebeurde hetzelfde toen Dong Fangxiao ook te jong werd bevonden voor de Wereldkampioenschappen van 1999, de bronzen medaille voor de team meerkamp werd toen van China overgedragen naar Oekraïne.
Liu was de eerste turnster die het naar haar vernoemde 'Liu Xuan' element op de brug ongelijk uitvoerde, een reuzenzwaai aan één arm.
In 2001 stopte ze met haar topsportcarrière om journalistiek te gaan studeren. Na haar studie ging ze voor een carrière in de entertainmentindustrie. Zo heeft ze onder andere meerdere nummers gezongen, is ze televisiepresentatrice, heeft ze een autobiografie geschreven en heeft ze geacteerd in verschillende films en televisie series.
In 2013 trouwde ze met Wang Tao en samen hebben zij een zoon (2015), waarmee ze in Hongkong wonen.

## Resultaten

### Olympische Zomerspelen
| Jaar | Plaats  | Resultaten                                      |
| ---- | ------- | ----------------------------------------------- |
| 1996 | Atlanta | 4e Team meerkampk                               |
| 2000 | Sydney  | DSQ Team meerkamp · Individuele meerkamp · Balk |

### Wereldkampioenschappen
| Jaar | Plaats   | Resultaten                              |
| ---- | -------- | --------------------------------------- |
| 1994 | Dortmund | 4e Team meerkamp                        |
| 1995 | Sabae    | Team meerkamp                           |
| 1996 | San Juan | 9e Brug ongelijk · balk                 |
| 1997 | Lausanne | Team meerkamp · 7e Individuele meerkamp |
| 1999 | Tianjin  | DSQ Team meerkamp                       |

### Top scores
Hoogst behaalde scores op mondiaal niveau (Olympische Spelen of Wereldkampioenschap finales).
| Onderdeel            | Score  | Wedstrijd                   | Locatie  |
| -------------------- | ------ | --------------------------- | -------- |
| Individuele meerkamp | 38.418 | Olympische Zomerspelen 2000 | Sydney   |
| Brug ongelijk        | 9.700  | Wereldkampioenschappen 1996 | San Juan |
| Balk                 | 9.825  | Olympische Zomerspelen 2000 | Sydney   |

## Discografie
| Jaar | Album titel     | Nummer titel (Chinees)                                    | Nummer titel (Engels)                | Duur |
| ---- | --------------- | --------------------------------------------------------- | ------------------------------------ | ---- |
| 2006 | My wish for you | -                                                         | My wish for you                      | 4:30 |
| 2008 | -               | 甜上心頭                                                  | Sweet on the heart                   | 4:25 |
| 2009 | -               | 出發                                                      | Ready ...Go! (Let's depart)          | 4:13 |
| 2011 | -               | 回見                                                      | See You                              | 3:47 |
| 2011 | Beautiful faces | 羅馬陽光 (美麗的樣子) (Luo Ma Yang Guang)                 | Roma sunshine (beautiful appearance) | 3:24 |
| 2011 | Beautiful faces | 愛上你就是唯 (Ai shang ni jiu shi wei yi) ft Michael Wong | You are the only one I love          | 3:30 |
| 2011 | Beautiful faces | 往事剪接手 (Wang shi jian jie shou)                       | Past events editing                  | 4:23 |
| 2011 | Beautiful faces | -                                                         | Cry for you                          | 4:14 |
| 2011 | Beautiful faces | 心浪 (Xin lang)                                           | Waves from heart                     | 4:12 |
| 2011 | Beautiful faces | 麻 (Ma)                                                   | Numb                                 | 3:39 |
| 2011 | Beautiful faces | 美麗的樣子 (Mei li de yang zi)                            | Beautiful faces                      | 4:27 |
| 2011 | Beautiful faces | 証明 (Zheng ming)                                         | Prove                                | 4:22 |
| 2011 | Beautiful faces | 抓不住的愛情 (Zhua bu zhu de ai qing)                     | Uncatchable love                     | 4:02 |
| 2011 | Beautiful faces | -                                                         | Happy day                            | 3:23 |

## Filmografie

### Films
| Jaar | Chinese titel                               | Engelse titel     | Rol         |
| ---- | ------------------------------------------- | ----------------- | ----------- |
| 2002 | 我的美麗鄉愁 (Wo de mei li xiang xhou)      | Far from home     | Xi Mei      |
| 2008 | (2008 Fen Zhi Yi)                           | One 2008th        |             |
| 2010 | 东风雨 (Dong feng yu)                       | East wind rain    | telegrafist |
| 2012 | 跑出一片天 (Pao Chu Yi Pian Tian)           | On my way         |             |
| 2014 | 菲常事由 (Fei Chang Shi You)                | Special reasons   |             |
| 2014 | 我是狼 (Wo Shi Lang)                        | I am a wolf       | stem        |
| 2015 | 我和我的小伙伴们 (Wo He Wo De Xiao Huo Ban) | My friends and I  |             |
| 2015 | 星夜彩虹 (Xing Ye Cai Hong)                 | Papa lanternes    |             |
| 2015 | (Na Shi Nian)                               | The ten years     |             |
| 2015 | (Kan Jian Wo He Ni)                         | Seeing me and you |             |

### Series
| Jaar         | Chinese titel                   | Engelse titel                | Rol          |
| ------------ | ------------------------------- | ---------------------------- | ------------ |
| 2002         | 我和我的父亲                    | My father and I              | Gao Wenjun   |
| 2003         | 终极目标                        | Ultimate target              | Liu Jingyi   |
| 2004         | 夜半歌声 (Ye Ban Ge Sheng)      | Phantom lover                | Tian Fei     |
| 2008         | 壯士出征 (Zhuang shi chu zheng) | Brave soldier goes to battle | Liu Gege     |
| 2010         |                                 | Yuan yuan's story            |              |
| 2011         | 女拳 (Nu Quan)                  | Grace under fire             | Mok Kwai-Ian |
| 2012         | -                               | Strangers 6                  | Wenchin      |
| 2016         | 东方战场 (Dong Fang Zhan Chang) | Eastern battlefield          | Shirley      |
| In productie | 穿警服的那些女孩儿              | The uniformed girls          | Lingmai      |

### TV shows
| Jaar | Chinese titel                    | Engelse titel | Rol     |
| ---- | -------------------------------- | ------------- | ------- |
| 2010 | 上海世博行                       | Go! EXPO      | Co-host |
| 2015 | 加油吧新郎 (Jia You Ba Xin Lang) | Go go groom   |         |